# Vehlow
Vehlow ist ein Ortsteil der Gemeinde Gumtow im Landkreis Prignitz in Brandenburg.

## Geografie
Der Ort liegt sechs Kilometer östlich von Gumtow und 32 Kilometer östlich von Perleberg im Nordwesten des Bundeslandes Brandenburg. Zum Ortsteil gehört der bewohnte Gemeindeteil Brüsenhagen, der sich zwei Kilometer nördlich befindet. Darüber hinaus zählen drei Wohnplätze dazu: das zwei Kilometer westlich liegende Brüsenhagen-Berg, der zwei Kilometer nordwestlich gelegene Kreuzkrug und das einen Kilometer östliche Minnashöh. Die Nachbarorte sind Kolrep, Blumenthal und Rosenwinkel im Norden, Wutike im Osten, Gantikow und Demerthin im Süden, sowie Dannenwalde im Westen.

## Geschichte
Erstmals 1248 urkundlich erwähnt, zählt Vehlow mit seinem Gemeindeteil Brüsenhagen heute noch ca. 500 Einwohner.
Die 1984 neu errichtete Schule des Ortes wurde trotz erfolgreichen Bürgerbegehrens 2002 zugunsten der kleineren Schule Demerthin geschlossen. Seitdem finden auch keine substanzerhaltenden Reparaturen an der dazugehörigen Sporthalle mehr statt.
Zum 30. Juni 2002 schloss sich Vehlow mit 15 anderen Gemeinden zur Gemeinde Gumtow zusammen. Zu diesem Zeitpunkt hatte die bis dahin selbstständige Gemeinde 553 Einwohner.
Auf dem großen Dorfanger wurde 2008 durch starkes Engagement der Einwohner und Unternehmer des Ortes ein neuer Spielplatz errichtet. Dieser bestand seine Feuerprobe am 20. Mai 2008, als ca. 1200 Radfahrer, Bewohner, Schul- und Kindergartenkinder sowie Gäste im Rahmen der Tour de Prignitz von Wusterhausen/Dosse nach Pritzwalk in Vehlow Mittagsrast machten.
Anfang Juli 2008 feierte Vehlow sein 760-jähriges Bestehen.

## Sehenswürdigkeiten

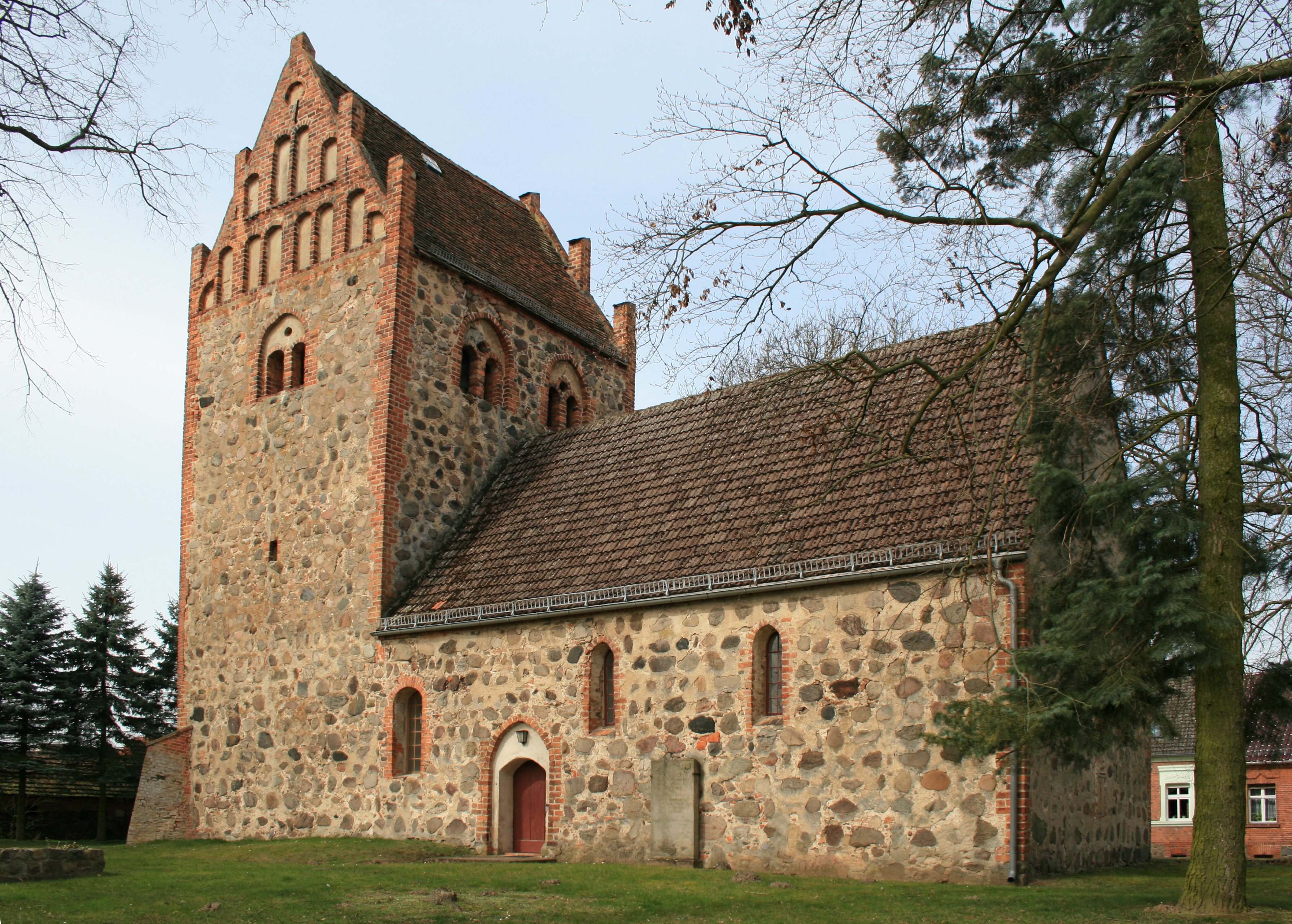
Südostansicht der Dorfkirche

In der gotischen Dorfkirche Vehlow findet sich ein ganzfiguriger Grabstein des am 26. Juni 1686 im Alter von 23 Jahren in Paris verstorbenen Hans Joachim von Blumenthal. Weitere Besonderheit der Vehlower Kirche sind der um 1680 geschaffene alte Beichtstuhl und der sehr viel ältere gotische Flügelaltar.

## Wirtschaft und Infrastruktur
Mit über 100 Beschäftigten hat mit der MAREP GmbH einer der größten Arbeitgeber der Region seinen Hauptsitz in Vehlow. Dazu kommen noch weitere Unternehmen aus den Bereichen Handel, Handwerk und Landwirtschaft.
- Kindertagesstätte
- Kirche
- Stützpunktfeuerwehr
- Gaststätte „Zur Alten Linde“
- Kulturverein Vehlow e. V.
- Sportverein VfB 1923 Vehlow e. V.
- MAREP GmbH Volvo / DAF-Vertragswerkstatt, Land- und Baumaschinen Handel (AGCO, Horsch, Krone)
- Leval e. G. Garten- und Landschaftsbau, Landwirtschaft
- Zopf GmbH Ingenieurbüro für umweltgerechte Energieprojekte
- Tischlerei Otter Fenster Türen Tore Rollläden Sonnenschutz Treppen

Der Ortskern von Vehlow liegt unmittelbar an der Bundesstraße 103 (Rostock–Kyritz), 8 km nördlich von Kyritz. In 2 km Entfernung befindet sich der Bahnhof Wutike an der Bahnlinie RB 73 der Bahnstrecke Neustadt–Meyenburg.
Mehrere Buslinien, aus Kyritz, Pritzwalk, Blumenthal, Dannenwalde, Demerthin kommend, passieren Vehlow mehrfach am Tag, teilweise als Umsteigeknoten verteilt über sieben Haltestellen.

## Persönlichkeiten

### Söhne und Töchter des Ortes
- Alexander Friedrich von Woldeck (1720–1795), preußischer Generalleutnant
- Gisela Voß (1917–2005), Leichtathletin

### Weitere Personen mit Verbindung nach Vehlow
- Joachim Hossenfelder (1899–1976), evangelischer Theologe, von 1947 bis 1954 Pfarrer in Vehlow
- Ralf Reinhardt (* 1976), Politiker, lebt in Vehlow
- Emilia Bernsdorf (* 1997), Schauspielerin, lebt in Vehlow